# August von Bayer

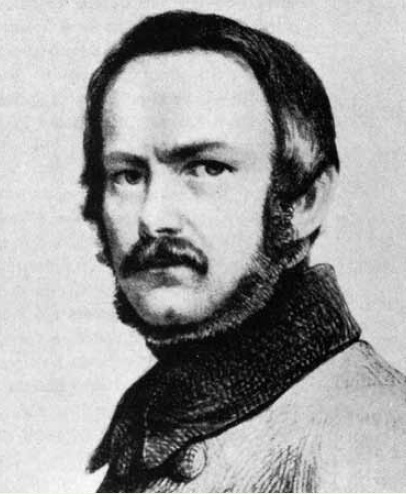
August von Bayer

Gustav August von Bayer (* 3. Mai 1803 in Rorschach; † 2. Februar 1875 in Karlsruhe) war ein Architekturmaler, badischer Hofmaler und Konservator im Dienst des Großherzogtums Baden.

## Herkunft und Familie
August von Bayer stammt aus einer in Rorschach seit 1514 nachgewiesenen Patrizier-Familie, die 1717 von Kaiser Karl VI. in den Adelsstand erhoben wurde. Er wurde als Sohn des Obersten Josef Anton von Bayer (1767–1848) und seiner Ehefrau Rominette (geb. von Carlé) geboren.
Bayer heiratete 1839 Joséphine Marie von Lamey (1810–1884) und hatte mit ihr vier Kinder:
- Clothilde (1840–1908), Nonne
- Berta (1841–1897) ⚭ Konstantin Winterberg (als Porträtmalerin Berta Winterberg bekannt)
- Albrecht (1843–1891), Oberstleutnant der Artillerie
- Hektor Raymond (1844–1926) ⚭ Mathilde von Cornberg

## Leben
1818 begann er eine Ausbildung als Architekt bei Hans Conrad Stadler in Zürich, die er dann an Friedrich Weinbrenners Bauschule in Karlsruhe fortsetzte. Am 8. November 1824 wurde Bayer unter dem Einfluss des Porträtmalers Franz Winterhalter an der Akademie der Bildenden Künste München im Fach Architektur immatrikuliert, wo er auch bei Friedrich von Gärtner studierte.
Ende der 1820er Jahre wandte sich Bayer der Architekturmalerei zu. Ende der 1840er Jahre verließ er München und wandte sich nach Baden-Baden.

### Der Maler

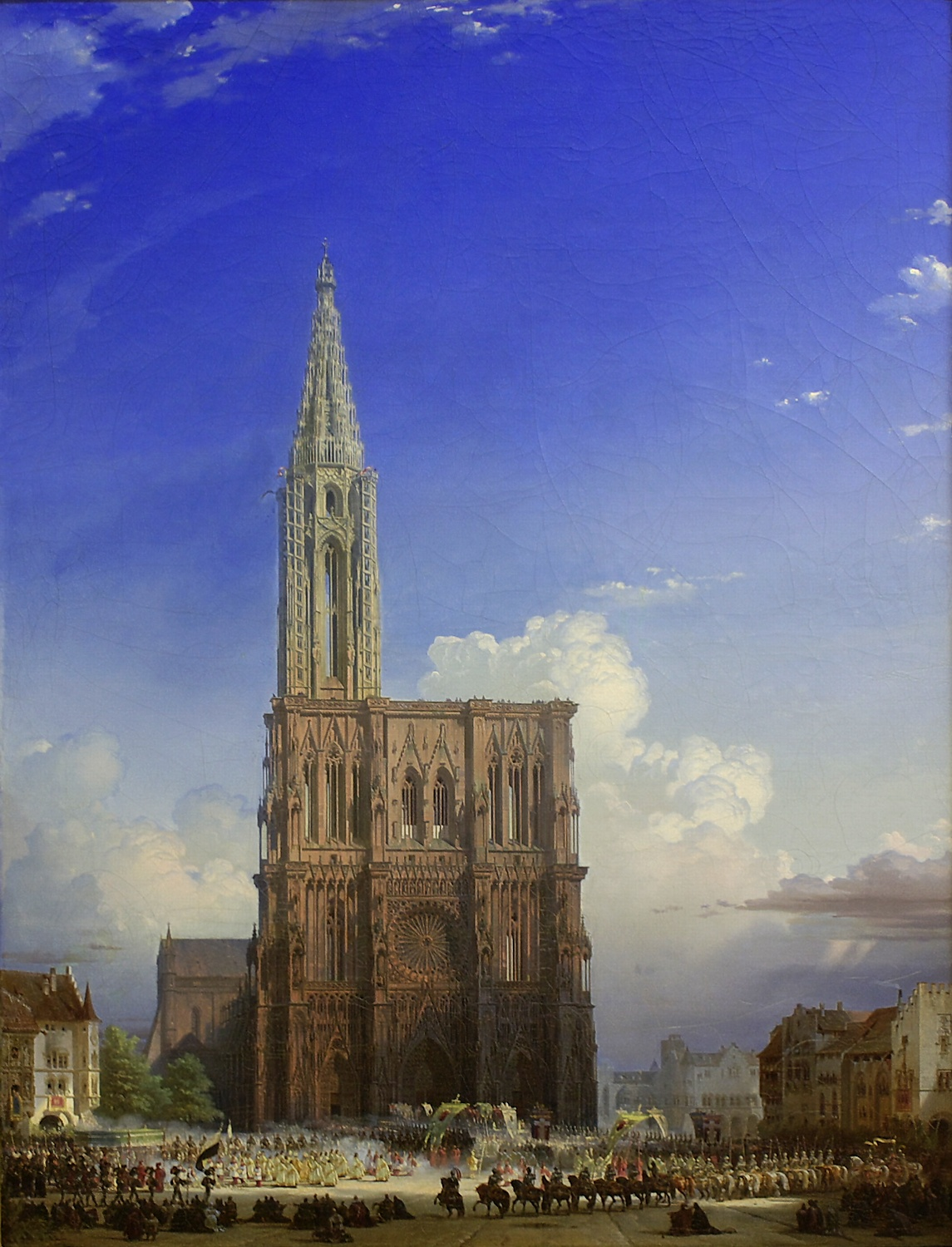
Straßburger Münster

Zunächst betrieb er Studien in der Figurenmalerei der Cornelianischen Schule, um dann sein eigenes Genre mit „romantisch-stimmungsvollen Architekturbildern“ zu schaffen. In Baden-Baden schuf Bayer mehr und mehr Werke in einer „ultraromantischen“ Art. Seine Motive fand er vorwiegend in Kirchen, Kreuzgängen und Klosterhöfen. Bayer war auch als Illustrator an den von Ottmar Schönhuth herausgegebenen Bänden Die Burgen, Klöster, Kirchen und Kapellen Badens und der Pfalz mit ihren Geschichten, Sagen und Märchen beteiligt.
Die Könige Friedrich Wilhelm IV. von Preußen und Georg V. von Hannover gehörten zu seinen Förderern. In Baden wurde er ab 1853 im Staatskalender als einer der Hofmaler geführt.
Aus Anlass des 100. Todestages von Bayers veranstaltete die Staatliche Kunsthalle Karlsruhe vom 2. Februar bis 2. März 1975 eine Sonderausstellung mit Werken des Malers.

### Der Konservator
Auf Bayers Initiative wurde 1844 der Altertumsverein für das Großherzogtum Baden gegründet, den er als 2. Vorstand und Direktor leitete. Er publizierte als Herausgeber – später Mitherausgeber – die Reihe Denkmale der Kunst & Geschichte des Heimathlandes. Der Gesamtverein der Deutschen Geschichts- und Altertumsvereine, dem der badische Verein angehörte, machte sich 1852 in Eingaben an die deutschen Fürstenhöfe für die Ernennung von Konservatoren stark. Man berief sich dabei auf das Vorbild des Königreichs Preußen, das 1843 eine solche Stelle eingerichtet hatte. Nach anfänglichem Zögern kam die großherzoglich-badische Regierung diesem Wunsch nach. 1853 wurde Bayer zum ersten Konservator der Kunstdenkmale im Großherzogtum Baden berufen. „Die Berufung von Bayers zum Konservator gilt heute als der Beginn der staatlichen Denkmalpflege in Baden.“ Bayer versah dieses Amt nebenamtlich. Zu seinen Aufgaben gehörte die Inventarisation der Kunstdenkmale und Förderung von deren Erhaltung. 1855 nannte sich Bayer im Briefkopf seines Amtes „Der Großherzoglich Badische Conservator der Kunstdenkmale und Alterthümer“. Hieraus wird abgeleitet, dass die verloren gegangene Instruktion für sein Amt die Kompetenz auch auf Bodendenkmale ausgedehnt hat. Bereits 1853 versandte Bayer an die lokalen Behörden einen Fragebogen, der auch zur Erhebung vor- und frühgeschichtlicher Bodendenkmale dienen sollte.
Später wurde er auch zum Leiter der Altertumshalle in Karlsruhe ernannt. Zu den auf seine Initiative erfolgten Maßnahmen gehörte die teilweise Rekonstruktion des Klosters Allerheiligen.

### Ehrungen
1857 erhielt Bayer das Ritterkreuz des Ordens vom Zähringer Löwen. Außerdem erhielt er 1858 das Ritterkreuz II. Klasse des bayerischen Verdienstordens vom Heiligen Michael.